# Protandrena skinneri
Protandrena skinneri är en biart som beskrevs av Timberlake 1976. Protandrena skinneri ingår i släktet Protandrena och familjen grävbin. Inga underarter finns listade i Catalogue of Life.